# Горгі Дженг
Горгі Сай Дженг (фр. Gorgui Sy Dieng, нар. 18 січня 1990, Кебемер, Сенегал) — сенегальський професіональний баскетболіст, центровий команди НБА «Сан-Антоніо Сперс». Гравець національної збірної Сенегалу.

## Ігрова кар'єра

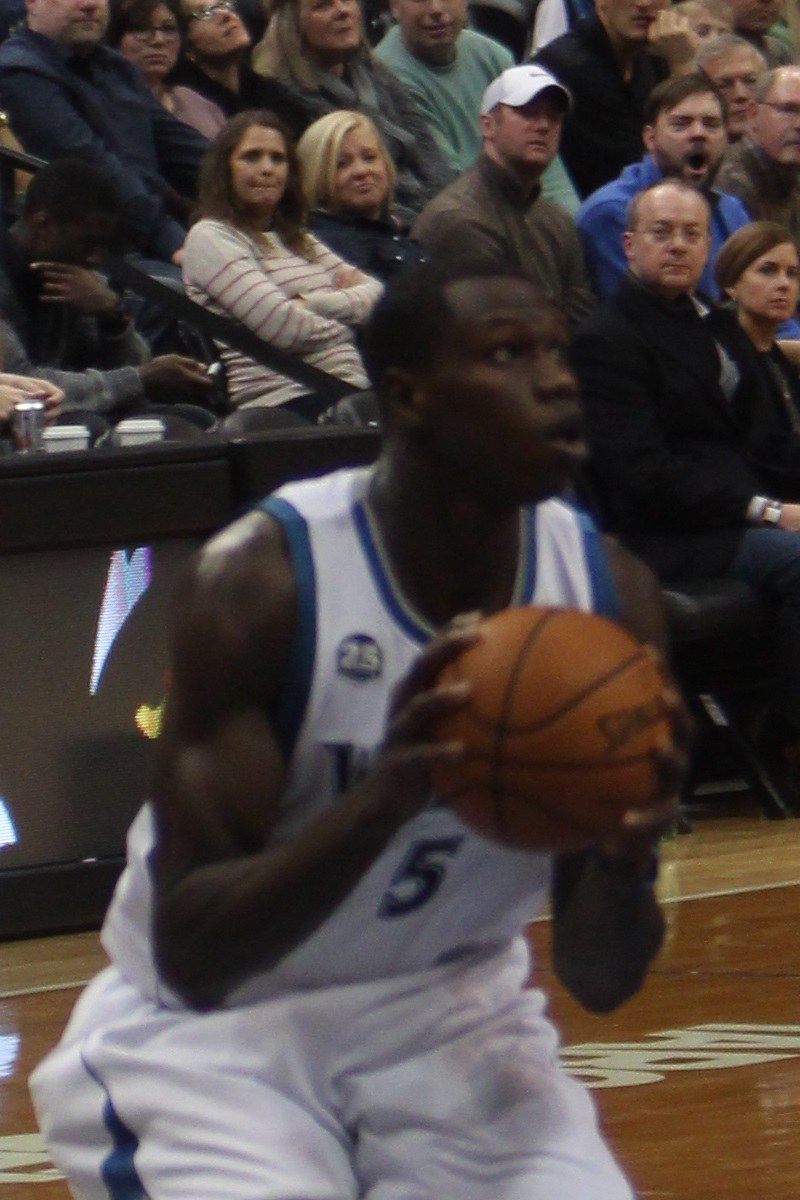
Дженг у 2014

На університетському рівні грав за команду Луівілл (2010–2013). 2012 року дійшов до Фіналу чотирьох турніру NCAA, а 2013 року став чемпіоном студентської ліги у складі команди. Проте згодом, 2018 року ліга дискваліфікувала команду та скасувала титул чемпіона через порушення правил рекрутингу студентів до складу своєї команди.
2013 року був обраний у першому раунді драфту НБА під загальним 21-м номером командою «Юта Джаз». Проте професіональну кар'єру розпочав 2013 року виступами за «Міннесота Тімбервулвз», куди був обміняний відразу після драфту. За підсумками свого дебютного сезону в НБА був включений до другої збірної новачків.
6 лютого 2016 року встановив особистий рекорд результативності, набравши 24 очки в матчі проти «Чикаго Буллз».
6 лютого 2020 року перейшов до складу «Мемфіс Гріззліс». 26 березня 2021 року сторони домовились про викуп контракту.
29 березня 2021 року підписав контракт з «Сан-Антоніо».
9 серпня 2021 року перейшов до складу «Атланти».
5 липня 2022 року повернувся до «Сан-Антоніо».

## Статистика виступів в НБА

### Регулярний сезон
| Сезон   | Команда     | GP  | GS  | MPG  | FG%  | 3P%   | FT%  | RPG | APG | SPG | BPG | PPG  |
| ------- | ----------- | --- | --- | ---- | ---- | ----- | ---- | --- | --- | --- | --- | ---- |
| 2013–14 | Міннесота   | 60  | 15  | 13.6 | .498 | 1.000 | .634 | 5.0 | .7  | .5  | .8  | 4.8  |
| 2014–15 | Міннесота   | 73  | 49  | 30.0 | .506 | .167  | .783 | 8.3 | 2.0 | 1.0 | 1.7 | 9.7  |
| 2015–16 | Міннесота   | 82  | 39  | 27.1 | .532 | .300  | .827 | 7.1 | 1.7 | 1.1 | 1.2 | 10.1 |
| 2016–17 | Міннесота   | 82  | 82  | 32.4 | .502 | .372  | .814 | 7.9 | 1.9 | 1.1 | 1.2 | 10.0 |
| 2017–18 | Міннесота   | 79  | 0   | 16.9 | .479 | .311  | .775 | 4.6 | .9  | .6  | .5  | 5.9  |
| 2018–19 | Міннесота   | 76  | 2   | 13.6 | .501 | .339  | .830 | 4.1 | .9  | .6  | .5  | 6.4  |
| 2019–20 | Міннесота   | 46  | 17  | 16.9 | .448 | .383  | .797 | 5.6 | 1.3 | .8  | .9  | 7.4  |
| 2019–20 | Мемфіс      | 17  | 0   | 18.7 | .483 | .250  | .738 | 5.8 | .9  | .8  | 1.0 | 7.2  |
| 2020–21 | Мемфіс      | 22  | 1   | 16.9 | .519 | .479  | .884 | 4.5 | 1.3 | .8  | .6  | 7.9  |
| 2020–21 | Сан-Антоніо | 16  | 0   | 11.3 | .527 | .318  | .833 | 2.6 | 1.2 | .6  | .1  | 5.3  |
| 2021–22 | Атланта     | 44  | 3   | 8.4  | .473 | .426  | .731 | 2.8 | .8  | .3  | .3  | 3.5  |
| Кар'єра | Кар'єра     | 597 | 208 | 20.5 | .500 | .367  | .791 | 5.7 | 1.3 | .8  | .9  | 7.5  |

### Плейофф
| Сезон   | Команда   | GP | GS | MPG  | FG%  | 3P%  | FT%   | RPG | APG | SPG | BPG | PPG |
| ------- | --------- | -- | -- | ---- | ---- | ---- | ----- | --- | --- | --- | --- | --- |
| 2018    | Міннесота | 5  | 0  | 14.0 | .333 | .400 | .750  | 3.6 | .8  | .4  | .8  | 3.4 |
| 2022    | Атланта   | 2  | 0  | 5.0  | .500 | .000 | 1.000 | 1.5 | .0  | .0  | .0  | 1.5 |
| Кар'єра | Кар'єра   | 7  | 0  | 11.4 | .350 | .333 | .800  | 3.0 | .6  | .3  | .6  | 2.9 |

## Виступи за збірну
Виступає за збірну Сенегалу. 2014 року в її складі брав участь у Чемпіонаті світу, де набирав 16 очок та 10,7 підбирань за гру.

## Особисте життя
Дженг є мусульманином. Його ім'я перекладається як «старий» з його рідної мови волоф.